# Бичевная
Бичевная — железнодорожная станция в Шигонском районе Самарской области, административный центр сельского поселения Бичевная.

## География
Населённый пункт находится на левом берегу реки Уса, на железнодорожной линии Ульяновск — Сызрань, на расстоянии примерно 13 км (по прямой) на северо-запад от села Шигоны, административного центра района.

## Население
| 2010 |
| ---- |
| 582  |

### Национальный состав
Согласно результатам переписи 2002 года, в национальной структуре населения русские составляли 78 % из 571 чел.